# Anthony Kiedis
Anthony Kiedis (Grand Rapids, 1962. november 1.) a Red Hot Chili Peppers frontembere. Flea alapította a zenekart 1983-ban. Anthony nem csupán énekel, hanem ő írja a Chili provokatív és érzelmes szövegeit.

## Életrajza
A Michigani Grand Rapids-ban született. Szülei, John Kiedis, és Margaret "Peggy" Idema, 1968-ban elváltak.
Tizenegy éves koráig édesanyjával élt, majd apjához költözött Los Angelesbe. Testvérei Julie, Jenny és James.
A Los Angeles-i Fairfax High Scool-ban érettségizett, itt ismerte meg későbbi zenésztársait is. Jelentkezett a University of California at Los Angeles egyetemre (UCLA), de sosem fejezte be.
Már kamaszkorában rászokott a kábítószerekre (heroin, kokain). Miután zenésztársa és legjobb barátja, Hillel Slovak, 1988-ban túladagolásban meghalt, Kiedis önként elvonókúrán vett részt egy mexikói szanatóriumban.
„Sir Psycho Sexy” hódításai közt tudhatja többek között Demi Moore-t, az egykori Spice Girl Melanie C-t, és a szupermodell Heidi Klumot is.
Hollywoodban, a filmgyártás fővárosában szerepet kapott. Sylvester Stallone F.I.S.T. című (1978) filmjében, majd feltűnt a Holtpont (1991) című filmben, Keanu Reeves és Patrick Swayze mellett.
2004-ben jelent meg önéletrajzi írása a Scar Tissue, mely Chili a sebre címen 2005 végén jelent meg Magyarországon.
Jelenlegi élettársa, Heather Christie (1986. január 1.) 2007. október 2-án adott életet első gyermeküknek, Everly Bear Kiedisnek. Ő ihletett a Stadium Arcadiumon több számot is: "She's Only 18", "Desecration Smile".
Anthony az 1980-as évek óta vegetáriánus, 2008-ban pedig áttért a vegán életmódra.